# انیو د کونچینی
انیو د کونچینی (ایتالیایی: Ennio de Concini; زاده ۹ دسامبر ۱۹۲۳ – درگذشته ۱۷ نوامبر ۲۰۰۸) کارگردان و فیلم‌نامه‌نویس اهل ایتالیا بود.
وی برای فیلم طلاق به سبک ایتالیایی برنده جایزه اسکار بهترین فیلم‌نامه غیراقتباسی شده‌است.
از فیلم‌های دیگر او می‌توان به جنون بورژوازی، حقایق قتل، از روی درماندگی، جولیا، سالن کیتی، شیطان در بدن، گنجینه سان جنارو، مسالینا، تعطیلات آخر هفته، به سبک ایتالیایی و برای عشق… برای افسون… اشاره کرد.